# Lekcja muzyki (obraz Jana Vermeera)
Lekcja muzyki (niderl. De muziekles) – obraz Jana Vermeera datowany na lata ok. 1662–1664. Płótno jest sygnowane po prawej stronie, na ramie obrazu.
Obraz jest obecnie częścią brytyjskich zbiorów królewskich (The Royal Collection) i znajduje się w Buckingham Palace. Do królewskiej kolekcji zakupił go Jerzy III Hanowerski jako dzieło Fransa van Mierisa starszego (1635-1681). Dopiero w 1866 Thoré-Bürger rozpoznał w nim dzieło Vermeera.
Płótno przedstawia scenę rozgrywającą się w bogatym, jasno oświetlonym wnętrzu, w pobliżu okien. Scena oddalona jest od widza. Na pierwszym planie stoi stół, nakryty wielobarwnym dywanem, a na nim stoi biała karafka i talerz. Zarówno dywany, jak i karafka, są elementami, które często występują na obrazach malarza. Obok stołu i krzesła leży wiolonczela lub viola da gamba. Pod ścianą ustawiony jest drugi instrument, identyfikowany jako wirginał, szpinet bądź klawesyn, na którym gra kobieta. Choć jest odwrócona plecami do widza, jej twarz widoczna jest w lustrze, zawieszonym nad instrumentem. Na instrumencie znajduje się łacińska inskrypcja: MUSICA LETITIAE CO[ME]S / MEDICINA DOLOR[IS] (Muzyka jest towarzyszką w radości i lekiem na strapienia). Drugą osobą, przedstawioną przez malarza, jest elegancko ubrany mężczyzna, słuchający muzyki, którego szarfa i szabla wskazują na wysoką pozycję społeczną.
Na ścianie z prawej widać fragment obrazu, najprawdopodobniej Caritas Romana (Rzymskie miłosierdzie), utrzymanego w stylu Caravaggia. Scena przedstawia uwięzionego Cimona, którego karmi piersią jego własna córka Pero.